# Bochica (Engativá)
Bochica o Ciudad Bochica es un barrio ubicado en el noroccidente de Bogotá, Colombia. Hace parte de la localidad de Engativá, situándose al occidente de esta. Administrativamente, pertenece a la UPZ 72 y a la UPL Engativá.

## Toponimia
Bochica en la mitología muisca, un héroe civilizador, o un dios, que enseñó a los muiscas a hilar el algodón y tejer mantas, además de inculcarles principios morales y sociales.

## Historia
En 1981 la entidad ICT (Instituto de Crédito Territorial) desarrollo varios proyectos de vivienda de interés social a lo largo de toda la ciudad entre estos Ciudad Bochica iniciando la construcción de su primera etapa en ese año, la segunda y la tercera en 1987 y finalizando su cuarta etapa en 1991. En 1997 es entregado el Parque San Andrés En 1986 se funda la Parroquia San Basilio Magno y en 2004 se inaugura el Hospital de Engativa y el Centro Comercial Portal 80.

## Geografía
El barrio se divide en 4 etapas: Bochica I (entre las Calles 86 y 83) Bochica II (entre las Calles 80 y 80A), Bochica III (entre calles 80A y 84) y Bochica IV (entre calles 84 y 86),
Se puede notar el barrio por sus conjuntos de color verde y amarillo.

## Barrios vecinos

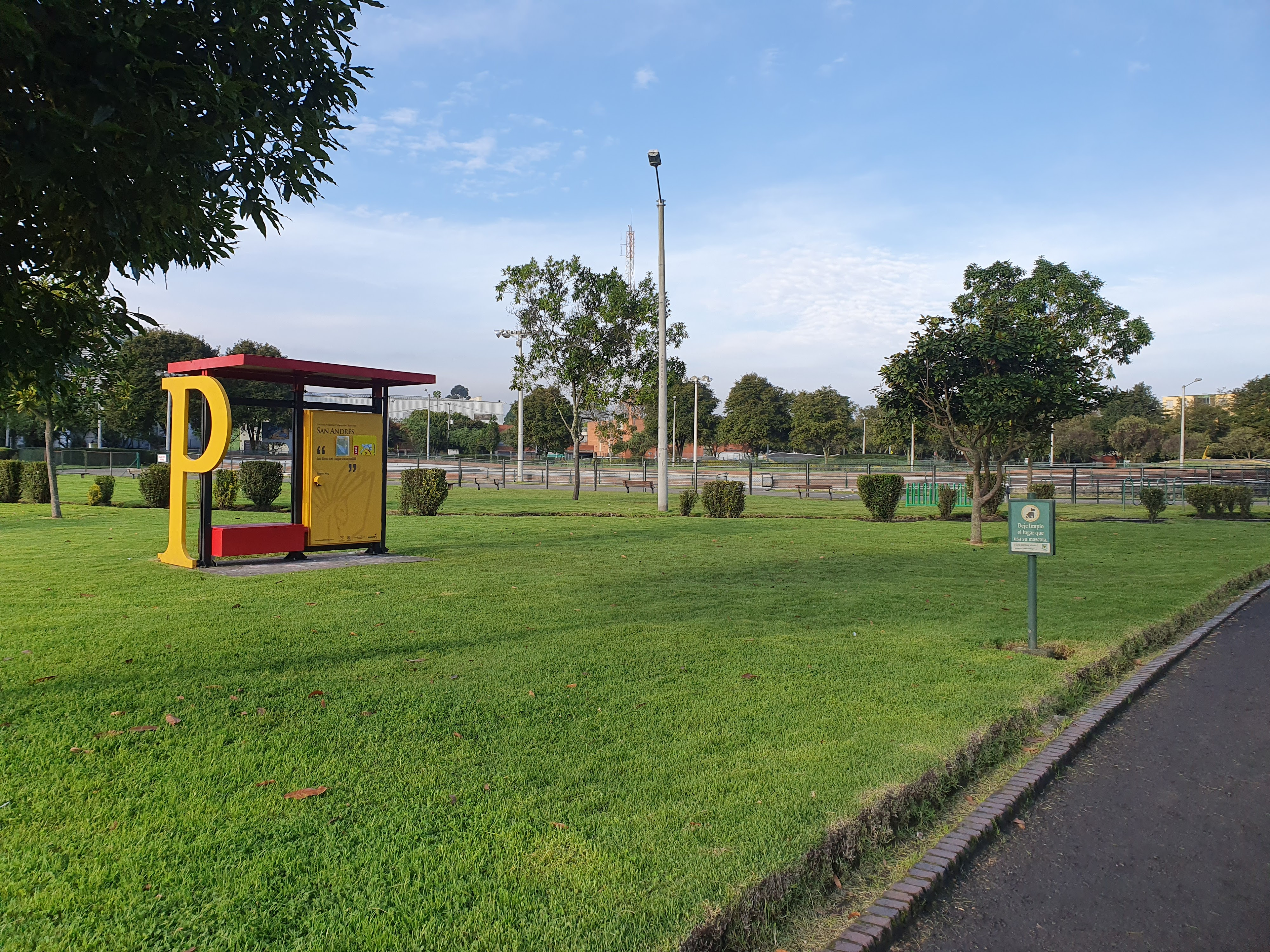
Parque San Andrés

Al Norte
- Bochica Compartir

Al Sur
- Villas del Madrigal

Al Occidente
- Bolivia

Al Oriente
- Bachué

## Aspectos socioeconómicos
Es un barrio de estrato 3 con el Portal 80 de Transmilenio, el Centro Comercial Portal 80, la iglesia San Basilio Magno, el parque Parque San Andrés y negocios de actividades de servicios y entretenemiento en la Bahía de Bochica. Las problemáticas ambientales se presentan por su cercanía al Humedal Tibabuyes y el futuro trazado de la ALO Avenida Longitudinal de Occidente y las implicaciones que esta pueda tener en el sector.

## Sitios importantes

Portal 80

- Portal 80
- Centro Comercial Portal 80
- Parque San Andrés[4]
- Hospital de Engativá[5]
- Bahía de Bochica
- Iglesia San Basilio Magno[6][7]
- Parque de Bochica

## Infraestructura
- Portal 80

## Acceso y Vías
Se accede por la Calle 80, o en servicio público por la ruta alimentadora de Transmilenio que sale del Portal 80 1.10 circular a los barrios Bolivia - Bochica II o por las distintas rutas del SITP que ingresan al barrio.